# Zelená Hora (powiat Vyškov)
Zelená Hora – miejscowość i gmina (obec) w Czechach, w kraju południowomorawskim, w powiecie Vyškov. W 2022 roku liczyła 309 mieszkańców.